# نادي سيليكس
نادي سيليكس هو نادي كرة قدم في مقدونيا تأسس في 1965.